# Мужун Вей
Мужун Вей (кит.: 慕容暐; піньїнь: Mùróng Wěi; 350-385) — останній імператор Ранньої Янь періоду Шістнадцяти держав.

## Життєпис
Був сином Мужун Цзюня. 354 року отримав титул «Чжуншанський князь». 356 року помер офіційний спадкоємець престолу Мужун Є, тому новим спадкоємцем був проголошений Мужун Вей.
На початку 360 року Мужун Цзюнь захворів і, оскільки Мужун Вей був ще малим, імператор запропонував трон своєму брату Мужун Ке. Останній відмовився, й запевнив імператора, що зможе допомогти в управлінні його малолітньому сину. Того ж року Мужун Цзюнь помер, і 10-річний Мужун Вей зійшов на трон, а Мужун Ке став при ньому регентом. У той період країна поступово розширювала свої кордони. 367 року Мужун Ке захворів і порадив Мужун Вею в якості регента іншого його дядька — Мужун Чуя. Однак це не сподобалось вдові-імператриці Кецзухунь, тому новим регентом став Мужун Пін, також дядько Мужун Вея.
Мужун Пін, однак, виявився набагато менш здібним правителем, ніж Мужун Ке. 369 року цзіньські війська вдались до такого нападу, що навіть дістались янської столиці — Єчена, в результаті чого Мужун Вею довелось звертатись по допомогу до держави-суперниці — Ранньої Цінь, пообіцявши їй за це Лоянський регіон. Цзінський напад було відбито, однак Лоянський регіон вирішили не віддавати, що призвело до війни між Ранньою Янь і Ранньою Цінь. 370 року цінський полководець Ван Мен розбив янське військо під проводом самого Мужун Піна, й цінські війська взяли в полон Мужун Вея, в результаті чого Рання Янь припинила своє існування.
Мужун Вей разом з іншими членами своєї родини оселився в цінській столиці Чанані, де йому було надано титул Сінсінського хоу. Він став генералом та брав участь у кількох цінських походах.
384 року Мужун Чуй підбурив повстання в східній частині країни (на колишніх янських землях) і створив державу Пізня Янь. Довідавшись про таке, брати Мужун Вея Мужун Хун і Мужун Чун також підбурили повстання в районі Чананя й зажадали передати їм Мужун Вея, обіцяючи віддати за це регіон Гуаньчжун. Правитель Фу Цзянь відмовився, й Мужун Чун узяв в облогу Чанань (Мужун Хун був убитий). Мужун Вей спробував організувати повстання всередині Чананя, втім змову було викрито, й Мужун Вей був страчений.